# Sigrid Mikkelsen
Sigrid Mikkelsen (* 27. Februar 1984) ist eine ehemalige färöische Fußballspielerin.

## Karriere
Mikkelsen spielte zwischen 1999 und 2001 bei KÍ Klaksvík. Dort kam sie nicht über die Rolle der Einwechslungsspielerin hinaus und bestritt zehn Erstligaspiele. Ihr Debüt gab sie 1999 im Halbfinalhinspiel des Pokals gegen LÍF Leirvík, welches auswärts mit 0:1 verloren wurde. Mikkelsen wurde in der 56. Minute für Mariann Maslyk eingewechselt. In der Liga spielte sie erstmals am zweiten Spieltag bei der 1:7-Auswärtsniederlage gegen VB Vágur und kam über die volle Distanz zum Einsatz. 2000 erreichte sie das Double aus Meisterschaft und Pokal, wobei das Finale ohne ihre Beteiligung mit 2:0 gegen HB Tórshavn gewonnen wurde. Zur damaligen Mannschaft zählten unter anderem Rannvá Biskopstø Andreasen, Malena Josephsen, Annelisa Justesen, Bára Skaale Klakstein und Ragna Biskopstø Patawary. Ein Jahr später folgte erneut der Meistertitel, danach verließ sie den Verein.

## Erfolge
- 2× Färöischer Meister: 2000, 2001
- 1× Färöischer Pokalsieger: 2000